# Tsai Chin

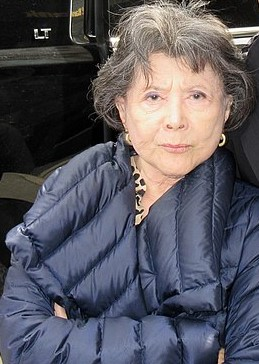
Tsai Chin, 2019

Tsai Chin (chinesisch 周采芹, Pinyin Zhōu Cǎiqín, W.-G. Chou Ts’ai-ch’in; * 30. November 1936 in Tianjin, China) ist eine britische Schauspielerin und Schriftstellerin chinesischer Herkunft.

## Leben
Tsai Chin ist die Tochter des damals bekanntesten Schauspielers der Peking-Oper, Zhou Xinfang (周信芳), und die Schwester von Michael Chow, dem Besitzer des bekannten Restaurants „Mr. Chow“. Außerdem ist sie die Tante der Schauspielerin und des Models China Chow und deren Bruder Maximillian, den Kindern von Michael Chow und seiner Ex-Frau Tina Chow. Früher lebte sie in Shanghai. Sie hatte zwei kurze Ehen. Sie war die erste Chinesin, die 1951 an der Royal Academy of Dramatic Art in London studierte.
Tsai Chin spielte ihre bekannteste Rolle als Lin Tang – die Tochter von Dr. Fu Man Chu – in den fünf Fu-Manchu-Filmen des Produzenten Harry Alan Towers. Ebenfalls bekannt war sie durch die Rolle des Bondgirls Ling im Film Man lebt nur zweimal, in dem auch ihr Bruder mitspielte. Auch im James-Bond-Film Casino Royale (2006) war sie zu sehen. Daneben ist sie die Autorin des Buchs Tochter von Shanghai.

## Filmografie (Auswahl)
- 1965: Ich, Dr. Fu Man Chu (The Face of Fu Manchu)
- 1966: Blow Up (Blowup)
- 1966: Die 13 Sklavinnen des Dr. Fu Man Chu (The Brides of Fu Manchu)
- 1966: James Bond 007 – Man lebt nur zweimal (You Only Live Twice)
- 1967: Die Rache des Dr. Fu Man Chu (The Vengeance of Fu Manchu)
- 1968: Der Todeskuss des Dr. Fu Man Chu
- 1969: Die Folterkammer des Dr. Fu Man Chu
- 1993: Töchter des Himmels (The Joy Luck Club)
- 2003: Das Tagebuch der Ellen Rimbauer (The Diary of Ellen Rimbauer, Miniserie)
- 2006: Wendy Wu – Die Highschool-Kriegerin (Wendy Wu: Homecoming Warrior, Fernsehfilm)
- 2006: James Bond 007: Casino Royale (Casino Royale)
- 2016: Die Unfassbaren 2 (Now You See Me 2)
- 2019: Lucky Grandma
- 2021: Shang-Chi and the Legend of the Ten Rings